# Reduce
Reduce é um sistema de álgebra computacional de propósito geral voltado para aplicações em física.
O desenvolvimento do sistema de álgebra computacional Reduce foi iniciado em 1960 por Anthony C. Hearn. Desde então, muitos cientistas de todo o mundo têm contribuído para o seu desenvolvimento sob sua direção.
Reduce é inteiramente escrito em seu próprio dialeto Lisp chamado Standard LISP, expresso em uma sintaxe similar ao Algol chamada RLISP. A última é usada como base para a linguagem Reduce no nível de usuário.
Implementações de Reduce estão disponíveis na maioria das variantes dos sistemas Unix, Linux, Microsoft Windows, ou Apple Macintosh por usar como base o Portable Standard LISP ou uma implementação Codemist Standard LISP.
Reduce se tornou uma ferramenta de código aberto em Dezembro de 2008 e está disponível gratuitamente sob uma versão modificada da Licença BSD no SourceForge.